# آنتره
آنترِه (به انگلیسی: Entrez) نام یک جستجوگر پیشرفته پایگاه داده‌های آزاد (دیتابیس) پزشکی و زیست‌شناسی است. تلفظ واژه به فرانسوی (آنتره) اَدا می‌شود (و آنترِز اشتباه است). 

## توضیحات کلی
Entrez (به فارسی: آنتره) یک سیستم جستجوی متقابل پرسش و جستجوی جهانی موتور جستجوی فدرال یا پورتال وب است که به کاربران اجازه می دهد تا بسیاری از پایگاه های اطلاعاتی مجزای علوم بهداشتی را در وب سایت مرکز ملی اطلاعات بیوتکنولوژی ملقب به (NCBI) جستجو کنند. NCBI بخشی از کتابخانه ملی پزشکی (NLM) است که خود بخشی از مؤسسه ملی بهداشت (NIH) است که به نوبه خود بخشی از وزارت بهداشت و خدمات انسانی ایالات متحده می باشد. نام "Entrez" (یک پیغام تبریک به معنای "استقبال و ورود افتخاری" در فرانسوی) برای نشان دادن روحیه استقبال از عموم برای جستجوی محتوای موجود از NLM انتخاب شد.
آنتره مجموعه‌ای از اطلاعات کیفی مرکز ملی اطلاعات زیست‌فناوری و سایر نهادهای و سازمان‌های دولتی سلامت ایالات متحده است.
این جستجوگر به‌طور رایگان برای جهانیان قابل دسترس است.